# شاخ‌زدایی دام

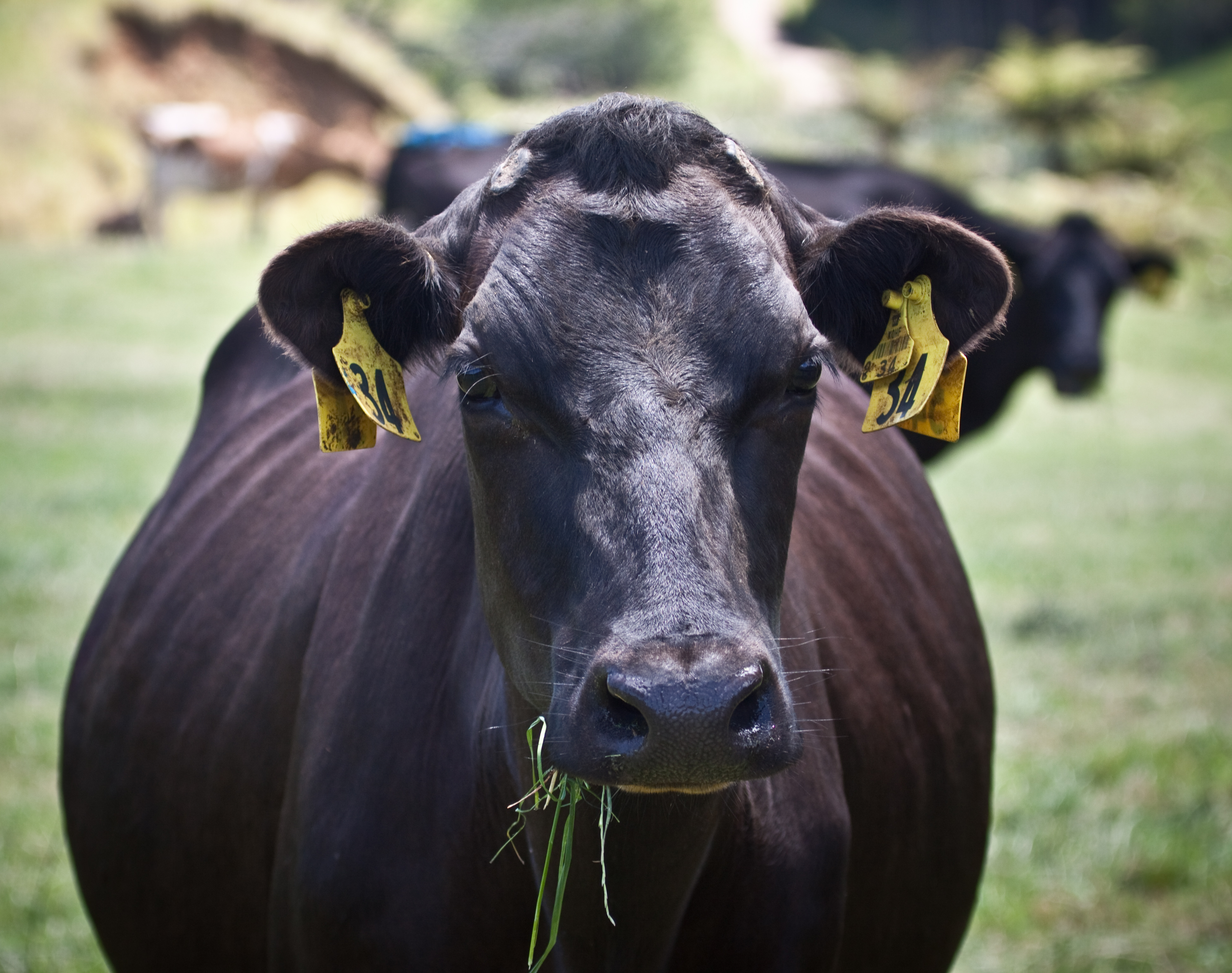
یک گاو شیری بدون شاخ در نیوزیلند

شاخ‌زدایی (به انگلیسی: Dehorning) فرایند جدا کردن شاخ از دام است. گاو، گوسفند و بز گاهی به دلایل اقتصادی و ایمنی شاخ‌زدایی می‌شوند. جوانه‌زایی (به انگلیسی: Disbudding) فرآیندی متفاوت با نتایج مشابه است. جوانه‌های شاخ را پیش از اینکه به شاخ تبدیل شوند، سوزانده و از بین می‌برند. جوانه‌زدایی معمولاً در اوایل زندگی جانور انجام می‌شود، مانند دیگر روش‌ها مانند دم بریدن و اخته کردن. در برخی موارد، ممکن است غیرضروری باشد.
بسیاری از نژادهای گاو و گوسفند به‌طور طبیعی بدون شاخ هستند. ژن مورد بررسی می‌تواند به‌طور طبیعی در نژادهای خاص وجود داشته باشد یا به آسانی در طول تولیدمثل بدون شاخ دستکاری شود، بنابراین نیازی به جدا کردن یا جوانه‌زدایی آن نیست. اگرچه بی‌شاخی در میان گاو و گوسفند رایج است، اما برخی از گونه‌های دامی را که بدون شاخ هستند نمی‌توان به آسانی پرورش داد. در یک مورد، ژن بی‌شاخی در بزها در یک مطالعه منفرد چندین دهه پیش با نرمادگی مرتبط بود، اگرچه بزهای بارور بی‌شاخ پرورش داده شده‌اند.